# Szent Mihály-templom (Esztergom)
Az esztergomi Szent Mihály-templom, görögkatolikus templom, (1910-ig szerb ortodox templom) vagy helyi nevén a rác templom a város főutcáján, a Kossuth Lajos utca 60. szám alatt áll, az egykori Aggok háza közvetlen szomszédságában. Egyike Esztergom műemlékeinek.

## Története

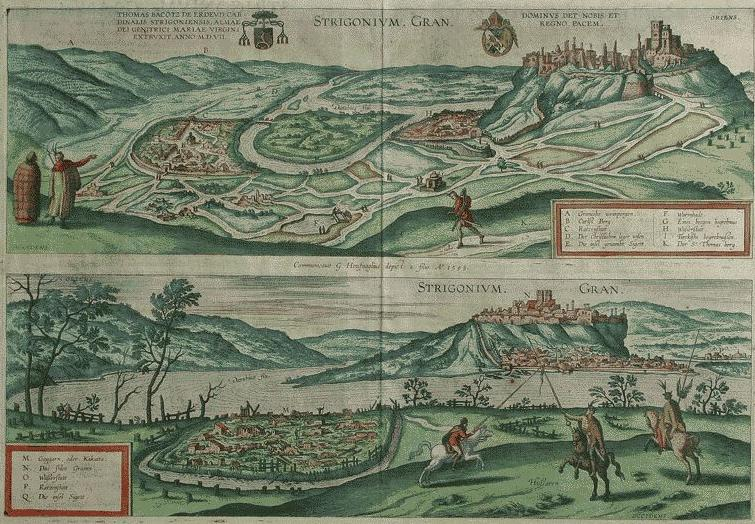
Esztergom 1595-ben

A rác templom helyén először a johannita ispotályos keresztesek Szent Kereszt házának temploma állt, melyet plébániatemplomként is említenek az oklevelek.
A mai templom a nevét onnan kapta, hogy a török hódoltság idején ezen a helyen állt a rácok temploma. Hoefnagel mester 1595-ös metszetén látszik a „Rácváros” felirat, innen tudni, hogy ebben az időben élt a városban rácság. A Rákóczi-féle szabadságharc idején fa templom állt e helyen, ami 1706-ban leégett. A szabadságharckor a vár védelmére rácokat vezényeltek Esztergomba. Ők a leégett templom helyére – a városiak tiltakozása ellenére – új kőtemplomot építettek két év alatt Mihály arkangyal tiszteletére. Az építkezés során a szomszédos telek egy részét is elfoglalták, amit 1714-ben a városi tanács sérelmei között meg is említett. Az Apostol-fríz 1740 körül készült, ismeretlen művész munkája. Az ikonokat két temesvári művész, Georgije Ranite és Nedeljko Popovic festette bizánci és 16-17. századi balkáni hagyományokból építkezve. A templom tornya csak 1774-re készülhetett el. Huszadik századi leletek alapján régen temető is működött az épület szomszédságában. A rácok 1910-ig használták a templomot, amikor meghalt az utolsó pópa, ezután nem alakult új közösség.
Mivel a szerb lakosság a múlt század közepére kihalt Esztergomban, a város 1970-ben átvette a templomot és paróchiát, de, sajnos, hagyta is tönkremenni. A templom berendezései, ikonosztázionja a szentendrei Szerb Múzeumba kerültek. Különböző, egészen szélsőséges elképzelések születtek a rác-templom „hasznosítására” (zeneiskola, nyomda, szociális otthon).
A templom 2000-ig nem funkcionált.
A görögkatolikus egyház 2000-ben kapta meg az ingatlan-együttest a várostól. A Nemzeti Kulturális Örökség Minisztériumának támogatásából elkezdődött a műemlék-együttes helyrehozatala, majd folytatódott a következő években. A kövezet is megújult és megtörtént a külső tatarozás. Már csak az ikonosztázion újjászületése van hátra. A templom felújításával párhuzamosan elkezdődött, folyt a paróchia újjáépítése is. 2003-ban épület fel az új parókia és zarándokház épülete is az utcavonalon, az ott álló romos lakóépület elbontásával.
Az alagsorban megtekinthetőek a johanniták egykori Szent kereszt templomának maradványai.

## Leírása

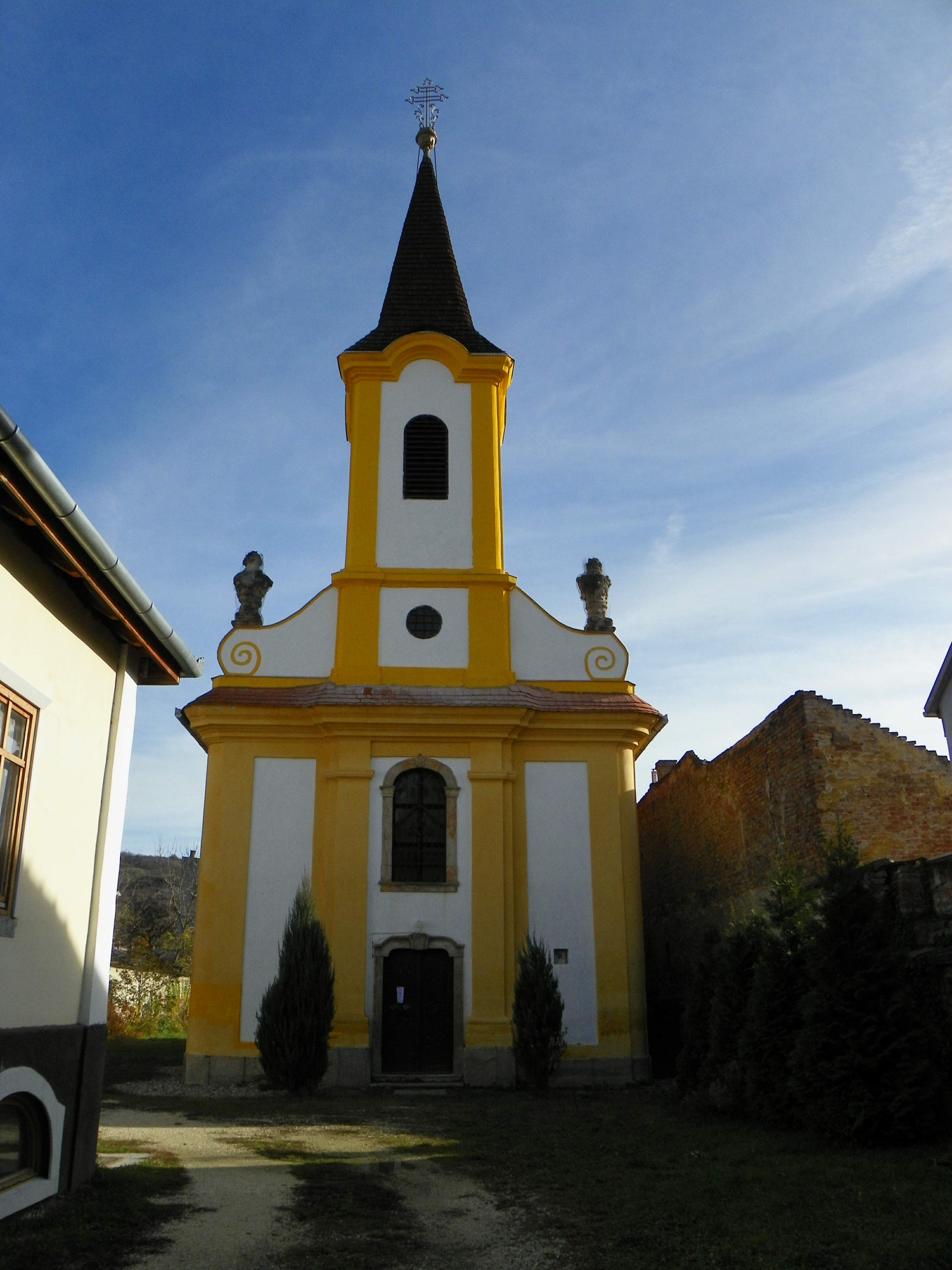
A kép bal oldalán a közösségi ház

A templom barokk stílusban épült az utca vonalától beljebb. Szabadon álló, egyhajós, homlokzati tornyos épület. Északi oldalán oldalbejárat is található, melyet két oszlop fog közre. Teteje fazsindelyes. A hajó csehsüveg boltozatos. A bejárati oldalon falazott karzat áll. A templom ritka úgynevezett alacsony-ikonosztázionja szentendrei Szerb Egyházművészeti és Tudományos Gyűjteménybe került. A templom mellett két kereszt áll. Egy kovácsoltvas és egy kőkereszt, mindkettő a 18. századból.
A szentély szegmentíves záródású, és félkupolával fedett. Északkeleti falán két vörös mészkő sírlap van, rajtuk az 1724-es és az 1772-es évszámmal.